# ذخیره‌گاه زیست‌کره سیان کا
ذخیره‌گاه زیست‌کره سیان کا (به اسپانیایی: Sian Ka'an) یک ذخیره‌گاه زیست‌کره در مکزیک است که در کینتانا رو واقع شده‌است.